# لیزوزیم
لیزوزیم یا مورامیداز دسته‌ای از آنزیم های پروتئینی گلیکوزید هیدرولاز هستند. لیزوزیم آنزیمی است که در از بین بردن باکتری‌های درون دهان نقش دارد. لیزوزیم باعث تخریب و شکسته شدن دیوارهٔ سلولی بسیاری از باکتری‌ها می‌شود و در نتیجه منجر به آزاد شدن و مرگ پروتوپلاست می‌شود. یکی از سدهای نخستین بدن انسان هم به حساب می‌آید.
همچنین می‌توان از لیزوزیم به عنوان کشنده باکتری‌های مضر دهان یاد کرد.
لیزوزیم به عنوان یکی از مهم‌ترین عوامل دفاع غیراختصاصی بدن شناخته می‌شود. این آنزیم در ترشحات مختلف بدن از جمله اشک (1-3 گرم در لیتر)، بزاق (0.1-0.5 گرم در لیتر)، مخاط بینی و شیر مادر (0.4 گرم در لیتر) وجود دارد. جالب توجه است که غلظت لیزوزیم در شیر انسان 3000 برابر بیشتر از شیر گاو است که نشان‌دهنده اهمیت آن در ایمنی نوزادان است. این آنزیم اولین بار در سال 1922 توسط الکساندر فلمینگ در مخاط بینی کشف شد.
لیزوزیم به عنوان یک گلیکوزیل هیدرولاز عمل می‌کند که پیوندهای β-1,4 گلیکوزیدی بین اسید N-استیلمورامیک و N-استیل گلوکزآمین در پپتیدوگلیکان دیواره سلولی باکتری‌ها را می‌شکند. این آنزیم به ویژه بر باکتری‌های گرم مثبت مانند استافیلوکوکوس اورئوس مؤثر است، چرا که دیواره سلولی آن‌ها حاوی لایه ضخیمی از پپتیدوگلیکان است. برای باکتری‌های گرم منفی، لیزوزیم به تنهایی کافی نیست و نیاز به عوامل کمکی دارد.
لیزوزیم اولین آنزیمی بود که ساختار سه‌بعدی آن در سال 1965 توسط دوروتی هاجکین با استفاده از بلورنگاری پرتو ایکس تعیین شد. این کشف انقلابی که منجر به دریافت جایزه نوبل شیمی شد، نشان داد که لیزوزیم از 129 اسید آمینه تشکیل شده و دارای یک جایگاه فعال با شکافی است که به سوبسترا متصل می‌شود. ساختار این آنزیم به شکل یک بیضی با ابعاد 3×4.5×3 نانومتر است.
از لیزوزیم به طور گسترده در صنایع غذایی و دارویی استفاده می‌شود. در پزشکی، از آن برای درمان اسهال نوزادان و به عنوان ماده نگهدارنده طبیعی در داروها استفاده می‌کنند. جالب توجه است که بزغاله‌های تراریخته‌ای به نام "آرتمیس" تولید شده‌اند که شیر آنها حاوی لیزوزیم انسانی است و می‌تواند به درمان اسهال کودکان در کشورهای در حال توسعه کمک کند. همچنین در صنعت پنیرسازی از لیزوزیم برای جلوگیری از تورم دیررس پنیر استفاده می‌شود.
لیزوزیم انسانی (که به آن لیزوزیم C می‌گویند) از نظر فعالیت آنزیمی از لیزوزیم سفیده تخم مرغ قوی‌تر است. این آنزیم در pHهای 5 تا 9 فعال باقی می‌ماند و دمای بهینه فعالیت آن حدود 37 درجه سانتیگراد است. لیزوزیم وزن مولکولی حدود 14.4 کیلودالتون دارد و نقطه ایزوالکتریک آن حدود 11 است که نشان‌دهنده ماهیت بسیار بازی این پروتئین است.
لیزوزیم نه تنها در انسان، بلکه در تخم پرندگان (به ویژه سفیده تخم مرغ که حاوی 3.5% لیزوزیم است)، شیر پستانداران و حتی برخی گیاهان مانند انجیر و پاپایا نیز یافت می‌شود. این آنزیم یکی از قدیمی‌ترین مکانیسم‌های دفاعی در موجودات زنده محسوب می‌شود و مطالعات فیلوژنتیک نشان می‌دهد که ژن‌های کدکننده لیزوزیم در موجودات مختلف از یک ژن اجدادی مشترک تکامل یافته‌اند.
در برخی بیماری‌ها مانند لوسمی میلومونوسیتیک حاد، سلول‌های سرطانی مقادیر بسیار بالایی از لیزوزیم تولید می‌کنند. سطح بالای لیزوزیم سرم (گاهی تا 100 برابر حد طبیعی) می‌تواند منجر به نارسایی کلیه شود، چرا که این آنزیم در لوله‌های کلیوی رسوب می‌کند. همچنین در برخی بیماری‌های التهابی روده، سطح لیزوزیم مدفوع به عنوان نشانگر التهاب مورد بررسی قرار می‌گیرد.
لیزوزیم اولین پروتئینی بود که به صورت شیمیایی در آزمایشگاه سنتز شد. این کار بزرگ در سال 2007 توسط گروهی از محققان دانشگاه شیکاگو انجام شد و 20 روز به طول انجامید. امروزه از تکنیک‌های مهندسی پروتئین برای تولید انواع اصلاح شده لیزوزیم با فعالیت ضدباکتریایی افزایش یافته استفاده می‌شود. برخی از این واریانت‌ها حتی بر باکتری‌های مقاوم به آنتی‌بیوتیک نیز مؤثر هستند.
لیزوزیم موجود در اشک چشم (که حدود 20-40% از پروتئین‌های اشک را تشکیل می‌دهد) نه تنها باکتری‌ها را از بین می‌برد، بلکه از التهاب ملتحمه نیز جلوگیری می‌کند. هر بار پلک زدن (که به طور متوسط 15-20 بار در دقیقه اتفاق می‌افتد) باعث توزیع لیزوزیم بر سطح چشم می‌شود. سطح لیزوزیم اشک در بیماری‌هایی مانند سندرم خشکی چشم کاهش می‌یابد که می‌تواند منجر به عفونت‌های مکرر شود.
برخلاف تصور رایج، ماده مخاطی بدن فقط شامل موسین و آب نیست، بلکه حاوی مقادیر قابل توجهی لیزوزیم نیز هست. در سیستم تنفسی، لیزوزیم به همراه سایر عوامل دفاعی مانند لاکتوفرین و دفنسین‌ها، یک سد دفاعی قوی در برابر پاتوژن‌های استنشاق شده ایجاد می‌کنند. سطح لیزوزیم در ترشحات برونش در بیماران مبتلا به فیبروز کیستیک کاهش می‌یابد که بخشی از آسیب‌پذیری این بیماران به عفونت‌های ریوی را توضیح می‌دهد.
| منبع          | غلظت (گرم در لیتر) | pH بهینه | دمای بهینه (°C) |
| اشک انسان     | 1-3                | 6.5      | 37              |
| شیر انسان     | 0.4                | 7.0      | 37              |
| سفیده تخم مرغ | 35                 | 7.5      | 45              |
| شیر گاو       | 0.00013            | 6.8      | 37              |
| بزاق انسان    | 0.1-0.5            | 6.5      | 37              |

## عملکرد و مکانیسم
لیزوزیم بوسیلهٔ غدد پوستی و غشاهای مخاطی ترشح می‌شود و در اشک، عرق، بزاق، مجرای تناسلی و آبگونه‌های دیگر بدن پستانداران و سپیدهٔ تخم پرندگان وجود دارد و یک آنزیم دفاعی در برابر هجوم میکروبی به‌شمار می‌رود. این آنزیم‌ها پلیمرهای کمپلکس آمینواسیدها و قندهای آمینه موجود در دیوارهٔ سلولی را هیدرولیز می‌کنند. در باکتری‌های گرم مثبت لیزوزیم با تخریب پیوندهای دیواره پپتیدوگلیکان باکتری عمل می‌کند. در شکل زیر این عملکرد به تصویر کشیده شده است:

Overview of the reaction

## نقش در بیماری و درمان
لیزوزیم بخشی از سیستم ایمنی ذاتی است. کاهش سطح لیزوزیم با دیسپلازی برونش ریوی در نوزادان مرتبط است. بچه خوک‌هایی که با شیر لیزوزیم انسانی تغذیه می‌شوند می‌توانند سریعتر از بیماری اسهال ناشی از E. coli بهبود یابند. غلظت لیزوزیم در شیر انسان ۱۶۰۰ تا ۳۰۰۰ برابر بیشتر از غلظت شیر دام است. لیزوزیم انسان از لیزوزیم سفید تخم مرغ فعال تر است. یک سری از تراریخته‌های بز (با بنیانگذاری به نام "آرتمیس") برای تولید شیر با لیزوزیم انسانی تولید شد تا کودکان را در صورت عدم توانایی در تغذیه با شیر مادر از اسهال محافظت کند.
از آنجا که لیزوزیم یک شکل طبیعی محافظت در برابر عوامل بیماری‌زای گرم مثبت مانند باسیلوس و استرپتوکوک است، نقش مهمی در ایمونولوژی نوزادان در تغذیه شیر انسان دارد. در حالی که پوست به دلیل خشکی و اسیدیته مانع محافظتی است، در عوض ملتحمه (غشا covering پوشاننده چشم) توسط آنزیم‌های ترشحی، عمدتاً لیزوزیم و دفنسین محافظت می‌شود. با این حال، هنگامی که این موانع محافظ از بین می‌روند، التهاب ملتحمه ایجاد می‌شود.
در برخی از سرطان‌ها (به ویژه سرطان خون میلومونوسیتیک) تولید بیش از حد لیزوزیم توسط سلول‌های سرطانی می‌تواند منجر به سطوح سمی لیزوزیم در خون شود. سطح بالای لیزوزیم خون می‌تواند منجر به نارسایی کلیه و کاهش پتاسیم خون شود، شرایطی که ممکن است با درمان بدخیمی اولیه بهبود یابد یا برطرف شود.
لیزوزیم سرم برای تشخیص سارکوئیدوز بسیار کمتر از آنزیم تبدیل کننده آنژیوتانسین سرم است. با این حال، از آنجا که حساسیت بیشتری دارد، به عنوان نشانگر فعالیت بیماری سارکوئیدوز استفاده می‌شود و برای نظارت بر بیماری در موارد اثبات شده مناسب است.

## سنتز شیمیایی
اولین سنتز شیمیایی پروتئین لیزوزیم توسط پروفسور جورج دبلیو کنر و گروه وی در دانشگاه لیورپول انگلیس انجام شد. این سرانجام در سال ۲۰۰۷ توسط توماس دورک در آزمایشگاه استیو کنت در دانشگاه شیکاگو به دست آمد که یک مولکول لیزوزیم با عملکردی مصنوعی ساخت.